# Radlje ob Dravi
Radlje ob Dravi so naselje med hribovjema Kozjak in Pohorje. Je sedež občine Radlje ob Dravi ter upravno in gospodarsko središče večine Dravske doline med Dravogradom in Mariborom.

## Ime
Krajevno ime je izpeljano iz osebnega imena Rädliъ (Rädъla ali podobno), hipokoristika od slovanskega osebnega imena Rädigjoъ, Rädoslavъ in podobno. Tvorbeno je ime lahko v srednjem spolu posamostaljeni in pluralizirani pridevnik. Radil'e (selo), manj verjetno množinski etnonim (etnonim=ime naroda ali plemena) Rädil'ane v pomenu prebivalci Radilove vasi. V starih listinah se kraj omenja leta 1161 in villa Radela, 1193-1220 iuxta Redilach, kasneje le Marenberch, Marenberg, Merenberg. Kraj se je od 14. stoletja pa vse do leta 1952 uradno imenoval Marenberg.

## Zemljepis
Radeljsko območje uvrščamo v regijo Pohorje, Strojna in Kozjak. Na jugozahodu jo omejujejo Vzhodne Kravanke, na jugu Konjiško hribovje, na jugovzhodu Dravinjske gorice, na vzhodu Dravska ravan, na severovzhodu Slovenske gorice in na severu meja s sosednjo Avstrijo.
Osrednja enota pokrajine je reka Drava, njen največji vodotok, ki teče v smeri od zahoda proti vzhodu. Severno od Drave se vzpenja približno 50 km dolgo obmejno hribovje Kozjak, ki se na vzhodu pri Kamnici dotika Slovenskih goric. Kozjak delimo na Košenjak, ki obsega ozemlje med Dravo in Bistrico in Kozjak v ožjem pomenu besede med rečicama Bistrico in Pesnico. Južno od Drave se nahaja Pohorje, ki se na severu prevesi v 50 km dolgo Dravsko dolino.
Dravska dolina povezuje Panonsko kotlino in alpski svet. Radlje ob Dravi so nastale v širšem delu Dravske doline na višjem robu širokega Radeljskega polja. Radeljsko polje je največja rečno-ledeniška nasipina v Dravski dolini, ki je že nekdaj omogočala razvoj kmetijstva navkljub neugodnemu podnebju.

## Družbeno-geografski oris
Poselitev Dravske doline in okolice sega v prazgodovino, vendar nam zaradi živahnega toka reke Drave o njej priča le majhno število najdb. Skromni pečat so nam zapustili tudi Rimljani. V 6. stoletju so Sloveni naselili prisojna pobočja Kozjaka, v 11. stoletju pa se je začela nižinska kolonizacija srednje Dravske doline. Nižinski je sledila v 13. stoletju še višinska faza kolonizacije, ki pa ji je v 15., 16. in 17. stoletju sledilo opuščanje kmetij na najvišjih in neugodnih legah. Pomembno vlogo pri poselitvi Dravske doline je imel benediktinski samostan iz Šentpavla.

Prebivalstvo je doseglo višek ob koncu 19. stoletja. V naslednjih dveh desetletjih je število prebivalstva nekoliko upadlo, od popisa 1931 pa je bila prisotna enakomerna rast. Za udobje po drugi svetovni opažamo, da je imela občina Radlje drugačne demografske značilnosti od ostalih koroških občin, ki so tedaj beležile hitro rast števila prebivalstva. Vzrok za to stagnacijo je bila predvsem slabo razvita industrija.
Dravska dolina je imela od 19. stoletja pomembno prometno funkcijo. Skozi njo so speljali cesto, leta 1863 pa je bila zgrajena želežnica Maribor - Celovec, ki je povzročila propadanje tovorništva in splavarstva. V 20. stoletju je Dravska dolina dobila tudi pomembno hidroenergetsko vlogo. Razvila se je tudi industrija, predvsem kovinska, kemična, tekstilna in lesnopredelovalna, zato je število kmečkega prebivalstva po 2. svetovni vojni padlo celo pod slovensko povprečje.

## Zgodovina
Radlje se prvič v zgodovini omenjajo leta 1161 kot gručasta vas. Nastale so v pokrajini »Radelach«, na območju s pomembno prometno lego ob krajevni cesti. Ime Radlje izhaja iz slovenskega imena Radila oz. Rado in pomeni »srečen«.
Sedež marenberške gospoščine je bil marenberški grad, ki se v virih pojavlja z imenom Kamen oz. Stein. V 13. stoletju ga je pozidal Albert Trušenjski Marenberški na šentpavelski zemlji brez privoljenja Št. Pavla. Grad Marenberg se prvič omenja v šentpavelski listini, ki je nastala med letoma 1193 in 1220. Marenberška gospoščina je postala pomembnejša za časa Albertovega sina Sigfrida.
Radlje so tipična srednjeveška naselbina. Leta 1476, 1480 in 1532 so pretrpele turške plenitve. V trgu sta v letih 1721 in 1727 pustošila velika požara, tako da večina trških hiš datira v 18. in 19. stoletje. Zaradi tega imajo danes Radlje videz dosti mlajše naselbine.
Trgu daje svoj pečat tudi nekdanja stavba samostana dominikank, ki je bil ustanovljen leta 1251 na Perweinovi kmetiji pri cerki Marijinega oznanjenja, ki se omenja že leta 1170. Samostan večkrat pogorel in so ga zato nekajkrat prezidali. Glavna stavba je ohranjena še danes, cerkev pa so po razpustitvi samostana 1782 porušili.
Leta 1722 so Radeljčani dobili pravico, da si smejo iz svoje srede izvoliti "rihtarja", ki mu je pripadla tudi nižja sodna oblast v trgu. V drugi polovici 19. stoletja je dobil trg pomembne upravne funkcije, saj je postal sedež cesarskega območnega sodišča, davčne uprave, poštne in telegrafske službe, šolske nadzorne službe ter cesarskega notariata. V Marenbergu sta delovala dva zdravnika, ustanovljena je bila žandarmerijska postaja in nastavljen finančni nadzornik. Tu je delovala tudi podružnica cesarske poljedelske družbe, moški pevski zbor, cerkvena godba in prostovoljno gasilsko društvo. Trg je v tem obdobju štel okoli 1000 prebivalcev.
K razvoju kraja je pripomogla tudi izobraženost prebivalstva in razvitost šolstva. Šolski pouk v Marenbergu se prvič omenja v zapisih v stari šolski kroniki okoli leta 1727. Šola je delovala na različnih lokacijah v trgu in je bila do leta 1918 nemška.
Med kmetijskimi panogami je prevladovalo poljedelstvo, v okviru tega pa hmeljarstvo, saj so bili na Marenberškem polju od leta 1904 obsežni nasadi hmelja. Sejali so se rž, pšenico, oves, ajdo, koruzo in ječmen. Veliko so pridelali tudi krompirja, katerega so izvažali v Avstrijo. Izdelovali so surovo maslo. Domači sadjarji so gojili žlahtne sorte jabolk za izvoz v Nemčijo. Razvili sta se lesna in usnjarska industrija.
V trgu Marenberg so v 30. letih 20. stoletja delovali zdravnik, advokat in notar. Poleg večinskega katoliškega prebivalstva je bilo okoli 50 protestantov, ki so imeli svojo cerkev, dograjeno leta 1908, po drugi svetovni vojni pa je bila porušena.

## Krajevna skupnost
Krajevna skupnost Radlje ob Dravi je največja od štirih krajevnih skupnosti na območju Občine Radlje ob Dravi. Njena površina obsega 3.428 ha, šteje 4.462 prebivalcev in 1524 gospodinjstev. Zajema osem naselij, in sicer Radlje ob Dravi, Dobravo, Spodnjo Vižingo, Svete Tri Kralje, Št. Janž pri Radljah, Vas, Zgornjo Vižingo in Zgornji Kozji Vrh. Med arheološkimi spomeniki velja omeniti jamo pod Herkovimi pečinami, kjer so našli kosti jamskega medveda in kamnito orodje. Na dobravi je moč najti sledove rimske ceste in gomilsko grobišče. Med pomembnejše umetnostne in arhitekturne spomenike prištevamo razvaline gradu Marenberg, dvorec Marenberg, stavbi na Koroški cesti 51 in 67, stavbi na Mariborski cesti 1 in 20, podružnične cerkve sv. Treh Kraljev na Svetih Treh Kraljih, sv. Janeza na Št. Janžu pri Radljah, nekdanji samostan dominikank, Pernatovo kapelo na Svetih Treh Kraljih, stebrasto Marijino znamenje v Radljah, Kalvarijo pri Dvorcu... Med etnološkimi spomeniki velja izpostaviti kmečko hišo s kaščo na kmetiji "Junter" na Svetih Treh Kraljih, trško domačijo "Rosnehof" v centru mesta, kozolec "toplar" na Maistrovi ulici, domačijo "Gavger" in hišo "Tilk" v Spodnji VIžingi. Na območju krajevne skupnosti Radlje ob Dravi je še veliko zgodovinskih spomenikov in naravnih znamenitosti, na katere opozarjajo opisne table. V centru mesta imajo svoj sedež številne javne ustanove, zavodi in službe, veliko je tudi možnosti za športno udejstvovanje in rekreacijo. Tudi sicer so športna društva najštevilčnejša; na območju KS Radlje ob Dravi jih deluje kar osemnajst, šest se jih posveča kulturi, eno pa turizmu.

## Znamenitosti

### Kalvarija
Marenberške dominikanke so nam zapustile pomemben umetnostni spomenik: Kalvarijo s križevim potom iz leta 1724. Nahaja se na skalnati kopi med dvorcem in samostanom. Sestavlja jo sedem plastik v naravni velikosti. Avtor kipov je Janez Jakob Schoy. Postaje križevega pota si sledijo okoli skale, ki jo na vrhu zaključuje križ s križanim Jezusom. Vrh skale je obzidan z nizkim obzidjem, nanj pa vodijo stopnice iz dveh strani. Najlepši plastiki tega baročnega spomenika sta kipa Matere Božje in sv. Janeza Evangelista.

### Stari grad
Na skalnatem pomolu nad Radljami še danes bdijo ruševine starega gradu. Grad je na šentpavelski zemlji med letoma 1193 in 1220 protipravno pozidal Albert Marenberški. Sprva je šlo za skromno romansko dvonadstropno stavbo obodnega tipa z dvema stolpoma. Prvotno stavbo so v gotiki povišali, kasneje pa ji je bilo dozidano še obsežno renesančno predgradje. Grad je obdajal obrambni jarek, preko katerega je vodil dvižni most. Grajska stavba je kljubovala mnogim požarom, usodni požar pa je leta 1697 povzročila strela. Od tedaj grad propada. Danes je stari grad lepa razgledna točka na Radlje in Dravsko dolino in je do njega speljanih več urejenih gozdnih sprehajalnih poti.

### Kapelica pri dvorcu
Kapelica stoji ob glavni cesti blizu vhoda v park marenberškega dvorca. Postaviti jo je dala družina Zmork v bližini svoje nekdanje hiše leta 1878 v zahvalo za posvojenega otroka Martina. Zakonca Zmork sta kapelico kasneje podarila marenberškemu trgu. Hudo razpadajočo kapelico so leta 1991 obnovili, med gradnjo radeljske obvoznice pa so jo prestavili.

### Dvorec
Nahaja se na zahodnem robu Radelj sredi lepega angleškega parka. Okoli leta 1700 so ga prezidali iz nekdanje grajske pristave v t. i. Spodnji grad. Dvorec je enonadstropna stavba v obliki črke L. Stavba je močno predelana, od prvotne arhitekture so ohranjene pritlične dvoriščne arkade na slopih v severnem traktu. Stropi dvorca so v pritličju obokani. Pred 2. svetovno vojno so v stavbo dvorca vzidali rusticiran portal dominikanskega samostana z domnevnim grbom Sigfrida Marenberškega in grbom priorice samostana Marije Ivane Linzer z letnico 1666. Notranjost dvorca krasi znana slika Ugrabitev Evrope.

### Rožni dvor
Velja za najstarejšo stavbo v Radljah. Poslopje je nadstropno. Da najbrž datira v 16. stoletje, izpričujejo značilni vežni portali, križno-grebenasti oboki, desno stopnišče in oporniki. Pripadajoče gospodarsko poslopje je danes spomeniško zaščiteno, krito je s skodlami in ima postgotska okna. Je edini spomenik tovrstne arhitekture na širšem območju.

### Marenberški dominikanski samostan
Ena najlepših in najvidnejših stavb v Radljah je nekdanji samostan dominikank, ki se nahaja na zahodnem robu Radelj. ustanovljen je bil leta 1251. Namenjen je bil bogatim plemiškim hčeram, kasneje pa so vanj sprejemali tudi dekleta meščanskega porekla. Samostan je bil bogat zemljiški posestnik.

Samostansko poslopje je bilo sprva leseno, kasneje pa je doživelo več prezidav. Današnja zgradba je baročna, samostanska cerkev Marijinega oznanjenja pa je bila po ukinitvi samostana 1782 porušena. Samostan je odigral pomembno vlogo v širšem prostoru, saj so se v tej ustanovi razvijale lekarniška, izobraževalna, glasbena, dobrodelna, zdravstvena in dušnopastirska dejavnost.

Na nekdanjem upravnem poslopju samostana je še ohranjena lepa sončna ura, dominikanke pa so v bližini samostana dale postaviti tudi križev pot.